# Canaceoides
Canaceoides (лат.) — род двукрылых насекомых семейства Canacidae из подотряда короткоусых (Brachycera). 

## Описание
Мухи очень мелких размеров; имеют длину тела менее 5 мм. От близких групп отличаются следующими признаками: диск скутеллюма с 2-15 щетинками; 3 крупные дорсоклинатные щечные щетинки; есть 1 интерфронтальная щетинка; заглазничные щетинки редуцированы или отсутствуют. Имеется 3 латерноклинатных лобно-орбитальных щетинки и катеписстернальная щетинка; церкус самки с 2 крупными шиповидными щетинками, одна апикальная, другая субапикальная, каждая довольно тупо закругленная.

## Классификация
Описано около 10 видов. Включают в состав трибы Nocticanacini (или в отдельное подсемейство Nocticanacinae).
- C. angulatus Wirth, 1969
- C. balboai Wirth, 1969
- C. hawaiiensis Wirth, 1969
- C. nudatus (Cresson, 1934)[3]
  - =Canace nudata
- C. panamensis (Curran, 1934)
  - =Procanace panamensis
- C. scutellatus Wirth, 1969
- C. setosus Wirth, 1969
- C. spinosus Wirth, 1969
- C. tenuistylus Wirth, 1969

## Распространение
Встречаются в тропиках: Гавайские острова и восточной побережье Тихого океана в Северной и Центральной Америке (США, Мексика, Панама).